# Paci (bande dessinée)
Pour les articles homonymes, voir Paci.
Paci est une série de bande dessinée française en trois tomes, créée en 2014 par Vincent Perriot. Elle est publiée par Dargaud.

## Analyse

### Dessin
Les scènes de go fast sont dessinées par Vincent Perriot avec un trait comme distordu par la vitesse ; selon Jean-Marc Lernould de Sud Ouest, « les phares ne sont que des flaques de lumière, et quand ça s'accélère, les façades s'écartent, prudemment. On passe implacablement du Paci, véritable empire du calme, à la fureur des poursuites ». L'auteur désirait accentuer le côté introspectif de ces scènes, avec un traitement proche du cinéma : « Graphiquement, il y a très peu de choses concernant la route, le décor ou l'intérieur des voitures, la seule chose qui compte ce sont les impacts et les crépitements. Même les bruits sont assourdis et les onomatopées volontairement discrètes, un procédé que j'ai emprunté à Animal Kingdom ».